# Nueva Lehmann
Nueva Lehmann es una localidad argentina ubicada en el Departamento Castellanos de la provincia de Santa Fe. Se encuentra 4 km al oeste de la Ruta Nacional 34 (Argentina) y 6 km al oeste de Lehmann, de la cual depende administrativamente.
Cuenta con una escuela y una institución deportiva denominada Club Moreno, también un pequeño templo católico. Por las vías y por su estación siguen pasando trenes con destino a Retiro, Rosario y Tucumán.

## Población
Cuenta con 90 habitantes (Indec, 2010), lo que representa un incremento del 6% frente a los 85 habitantes (Indec, 2001) del censo anterior.
| Gráfica de evolución demográfica de Nueva Lehmann entre 1991 y 2010 |
|                                                                     |
| Fuente: Censos nacionales del INDEC                                 |